# Herbert Jasper
Herbert Henri Jasper, OC, GOQ, FRSC (* 27. Juli 1906 in La Grande, Oregon; † 11. Juni 1999) war ein kanadischer Psychologe, Neurowissenschaftler und Epileptologe.
Er lieferte Pionierarbeiten auf dem Gebiet der Elektroenzephalographie. Von 1932 bis 1938 baute er an der Brown University in Providence (Rhode Island) ein EEG-Laboratorium auf. 1935 veröffentlichte er in Science die erste Arbeit in den USA über das menschliche EEG.
Bis heute ist seine Entwicklung des 10-20-Systems von Bedeutung.
Jasper war ein Mitarbeiter von Wilder Penfield. Er unterrichtete an der McGill University (von 1938 bis 1965) und an der Universität Montreal (von 1965 bis 1975).
Seit 1986 vergibt die US-amerikanische Gesellschaft für Klinische Neurophysiologie (American Clinical Neurophysiology Society; ACNS) i. d. R. jährlich zu Ehren zu seinen Ehren einen nach ihm benannten Preis.

## Auszeichnungen
- 1969: Lennox-Award der US-amerikanischen Epilepsiegesellschaft (American Epilepsy Society; AES)
- 1981: Ralph-W.-Gerard-Preis
- 1982: Karl Spencer Lashley Award
- 1986: Jasper-Award der AES (als erster Preisträger)
- 1993: Forschungsanerkennungspreis der AES und Milken-Familienstiftung
- 1995: Albert Einstein World Award of Science
- 1995: Aufnahme in die Canadian Medical Hall

## Werke
- W. Penfield, H. Jasper: Epilepsy and the Functional Anatomy of the Human Brain. Little, Brown, Boston 1954.
- H. H. Jasper: The ten-twenty electrode system of the International Federation. In: Electroencephalogr Clin Neurophysiol. 10, 1958, S. 371–375.
- H. Gastaut, H. Jasper, J. Bancaud, A. Waltregny (Hrsg.): The Physiopathogenesis of the Epilepsies. C. C. Thomas, Springfield, Illinois 1969.
- H. H. Jasper, A. A. Ward, A. Pope (Hrsg.): Basic mechanisms of the epilepsies. Little, Brown, Boston 1969.
- H. H. Jasper, S. Riggio, P. S. Goldman-Rakic (Hrsg.): Epilepsy and the Functional Anatomy of the Frontal Lobe. (= Advances in Neurology. Vol 66). Raven Press, New York 1995.